# Porta Ljads'ki
La Porta Ljads'ki (in ucraino Лядські ворота?, Ljads'ki vorota) è una delle tre porte storiche della città di Kiev, con la porta d'Oro e la porta di Leopoli (porta Ebraica), costruite da Jaroslav I.

## Origine del nome
L'antico nome deriva dalle parole ljada e ljadina che significano disboscamento.

## Storia
La prima menzione della porta risale al 1151 durante le ostilità tra il granduca Izjaslav II e Jurij Dolgorukij. La struttura originale, in legno, venne distrutta durante il saccheggio che la città subì da parte delle forze di Batu Khan nel 1240. Venne poi nuovamente menzionata attorno al 1523 in un documento del granduca di Lituania Sigismondo I Jagellone. Venne riscoperta durante scavi archeologici realizzati tra il 1981 e il 2001.

## Descrizione

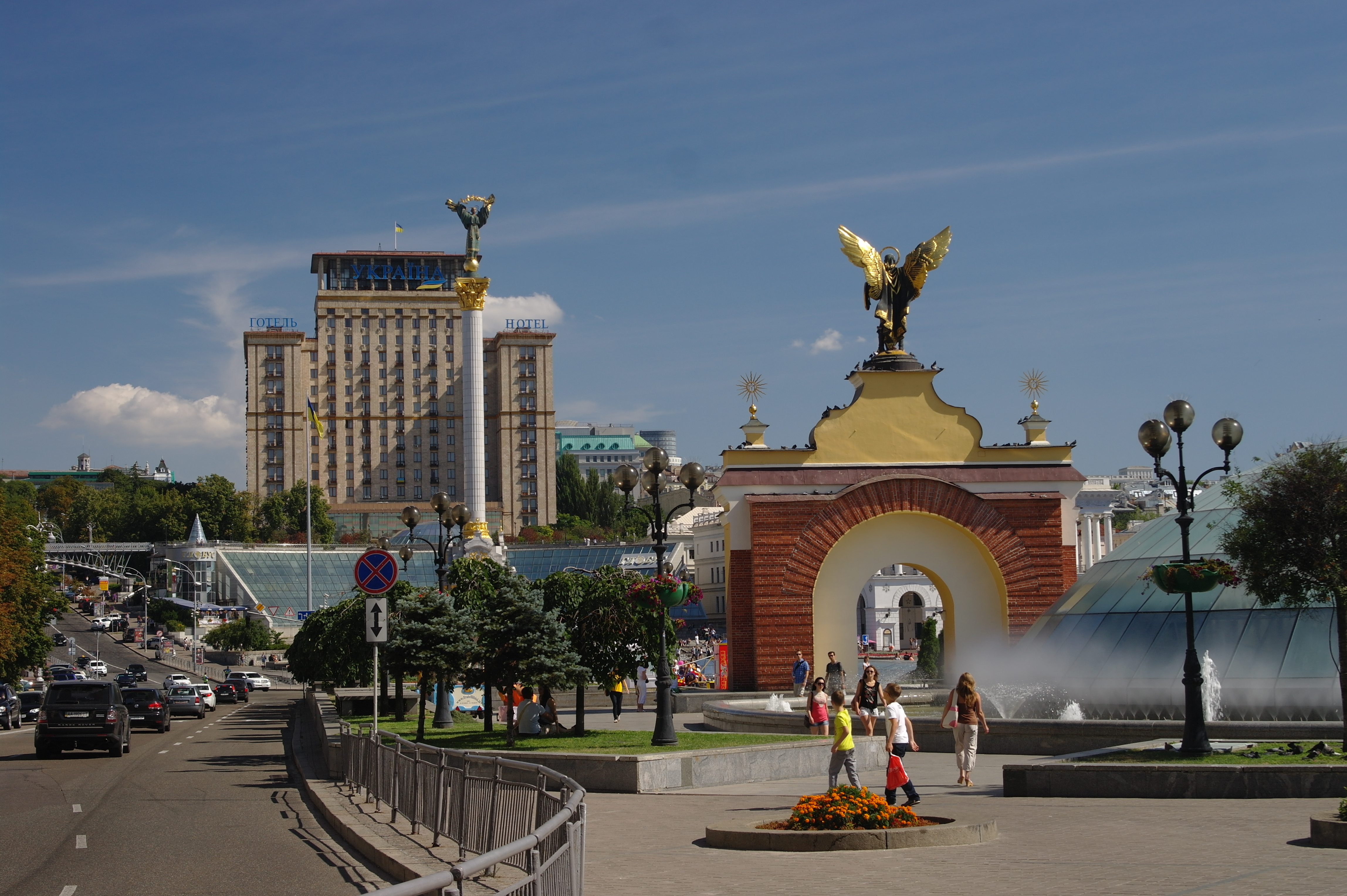
Porta Liadski in piazza Majdan Nezaležnosti con il Monumento all'Indipendenza

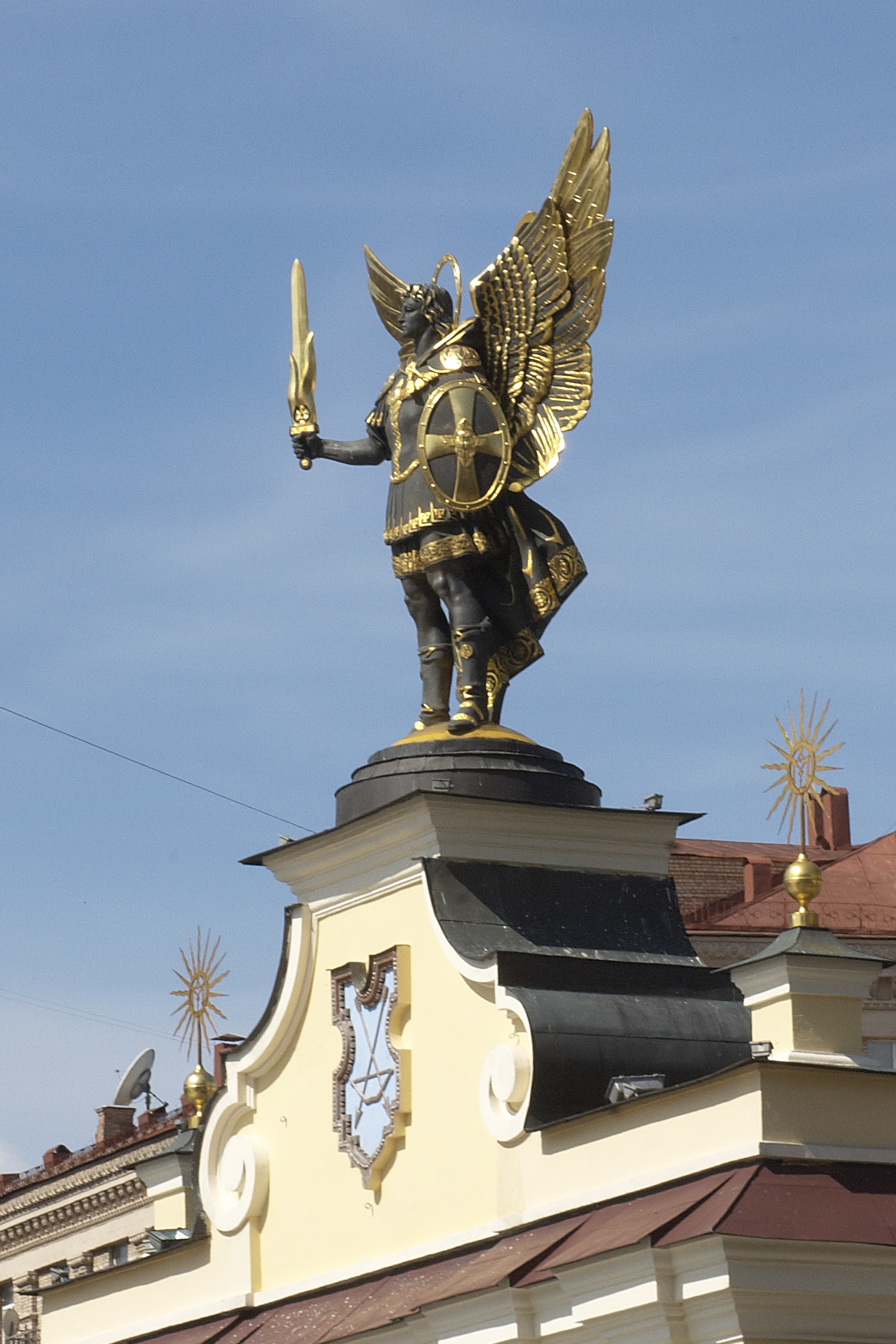
Statua raffigurante l'Arcangelo Michele

La porta recente è una ricostruzione realizzata sul sito della struttura originale in Majdan Nezaležnosti nel 2001. Lo stile è classicheggiante con la facciata principale caratterizzata da paraste che la suddividono in tre settori e in quello centrale si trova l'arco a tutto sesto dell'apertura. Al centro del frontone curvilineo, in alto, si trova la statua che raffigura l'Arcangelo Michele, simbolo della città di Kiev.